# Меган Трейнор
Меган Елізабет Трейнор (англ. Meghan Elizabeth Trainor, 22 грудня 1993 року, Нантакет, штат Массачусетс, США) — американська співачка, авторка пісень і продюсер. Професійно працює у музичному бізнесі з 2008 року, стала відомою влітку 2014 року, після виходу її пісні «All About That Bass», що 2014 року досягла 1 місця у хіт-парадах 58 країн та за кілька місяців набрала сотні мільйонів переглядів у ЮТубі.
Трейнор почала співати у 6, а писати пісні — у 11 років. В шкільні роки вона була членом гурту «Island Fusion» («Айленд Ф'южн» — «Острівний ф'южн»), до складу якого входили члени її сім'ї, а потім була членом джаз-банди. У 15 років Трейнор випустила аматорський альбом, названий її ім'ям — «Трейнор». Вона відвідувала Музичний коледж Берклі і мала успіх у різноманітних конкурсах поетів-пісенників, що відбувалися у різноманітних місцях США. 2011 року вона випустила два альбоми пісень — «I'll Sing with You» («Я співатиму з тобою») і «Only 17» («Тільки 17»). Пізніше вона успішно співробітничала зі студією «Big Yellow Dog Music» як авторка пісень.
Наприкінці 2013 року Трейнор у співавторстві з Кевіном Кадішем написала пісню «All About That Bass». Вони пропонували її різним студіям для виконання яким-небудь співаком, однак з різних причин пісня ніде не була прийнята. Сингл у виконанні самої Трейнор вийшов у липні 2014 року. Він став у США пісенним бестселером. Пісня протягом 8 тижнів поспіль посідала першу сходинку у хіт-параді Billboard Hot 100 американського музичного журналу «Білборд». Пісня ввійшла також у міні-альбомі «Title» (англ. Title), який дебютував у вересні 2014 року відразу на 15 місці у хіт-параді Billboard 200 журналу «Білборд». Дебютний альбом Трейнор, названий, як і міні-альбом, «Title» (англ. Title), вийшов 9 січня 2015 року.
Музика Тейнор характеризується переважно як баблгам-поп, блакитноокий соул (соул, що виконується білими виконавцями), ду-воп і поп-музика. Тексти її пісень пов'язані з темами дівчини 21-го століття і її самоствердження. Творчість Трейнор була відзначена багатьма нагородами, включаючи премію «Греммі» за найкращий запис року (англ. Grammy Award for Record of the Year) і премію «Греммі» за найкращу пісню року, які вона отримала за пісню «All About That Bass» на 57-й церемонії вручення «Греммі» (англ. 57th Annual Grammy Awards), що відбулася 9 лютого 2015 року.

## Біографія

### Юність
Меган Тейнор народилась 22 грудня 1993 року у місті Нантакет, розташованому на невеличкому острові Нантакет у Атлантичному океані на північному сході США у штаті Массачусетс. Її батьки, Гаррі і Келлі Трейнор, є власниками ювелірної крамниці «Jewel of the Isle» («Скарби острова») у Нантакеті. Батько Меган свого часу 8 років вивчав музику і грає на органі у методистській церкві. У Меган є старший брат Район 1992 року народження і молодший брат Джастін. Трейнор почала співати у 6, а писати пісні — у 11 років. Вона заявила своєму батькові у цьому віці, що вона «має чудовий голос і повинна записати його.» Першу свою пісню, що мала назву «Heart and Soul» («Від щирого серця»), Трейнор написала для весілля своєї тітки. На ньому вона зіграла на піаніно і заспівала написану нею пісню. Це був її перший виступ перед глядачами. У 12 років вона почала співати у гурті «Island Fusion» («Острівний ф'южн»), куди входили члени її сім'ї — батько, тітка, чоловік тітки, який родом з Тринідад і Тобаго, та молодший брат. Вони грали у місцевих барах і клубах. У гурті Меган пробула чотири роки. У 13 років Трейнор написала першу пісню про власні почуття — «Дай мені шанс» (англ. "Give Me a Chance"). У школі з 3 по 5 клас вона грала за шкільну команду в американський футбол. Трейнор жила у Нантакеті до восьмого класу, після чого її сім'я тимчасово переїхала у Орлеан у штаті Массачусетс, а потім у Істгем у цьому ж штаті, де вона продовжила навчання у місцевій середній школі. Тут вона розвивала свої музичні здібності, граючи разом з членами групи «NRBQ» (англ. NRBQ) Джоні і Джоуї Спампінато (англ. Joey Spampinato) і беручи уроки гітари у останнього. У Істгемі вона протягом 3 років була членом шкільної джаз-банди, де грала на трубі. У школі вона отримала серед знайомих прізвисько «Співачка» (Singer Girl).

### Початок кар'єри
У 15 років Трейнор була зарахована у Музичний коледж Берклі, що у Бостоні, де вона відвідувала спеціальні п'ятитижневі курси у 2009 і 2010 роках, отримуючи добрі оцінки і потрапляючи до фіналів у його конкурсах між авторами пісень. В цей же період Трейнор вдома записала свій дебютний, аматорський, альбом, використовуючи комп'ютерну програму GarageBand. Альбом отримав назву «Трейнор». Її батько в одному з інтерв'ю розповів, що Трейнор «думала, що вона була однією з тих повних дівчат, що ніколи не стануть артистками» і з цієї причини вона схилилася до написання пісень для інших виконавців. 2011 року Трейнор записала два альбоми під акустичну музику — «Я співатиму з тобою» (I'll Sing with You) і «Тільки 17» (Only 17). Всі три альбоми були видані Трейнор самотужки — без звукозаписуючих компаній. Останній був переважно попсовий альбом з впливом джазу і кантрі. Трейнор і її батько разом написали три пісні на джазовий мотив, представлені у «Тільки 17». Протягом 2010 і 2011 років Трейнор зарекомендувала себе як автор і виконавець пісень, досягнувши успіхів у конкурсах з написання пісень по всіх Сполучених Штатах. Вона своїми силами видала пісню "Потурбуйся про наших солдат («Take Care of Our Soldiers»), від реалізації якої всі прибутки пішли до Об'єднаних організацій обслуговування. На одному з конкурсів поміж авторів пісень Меган була нагороджена подорожжю у Нешвілл, штат Теннессі, де вона двічі виступала у кафе «Блакитний птах» (англ. Bluebird Cafe). Альбом Трейнор «Тільки 17» на виставці у Мексиці у штаті Дуранго потрапив до рук учасника гурту «NRBQ» Аль Андерсона (англ. Al Anderson). Андерсон передав Альбом К. Воллес (Carla Wallace) зі студії «Big Yellow Dog Music», яка запропонувала Трейнор роботу у студії, коли їй було лише 17 років. Батьки Трейнор підтримали її у припиненні навчання у коледжі заради роботи у студії, сказавши при цьому: «Ти можеш більше вивчити з цією роботою ніж у класній кімнаті». Тоді вона вирішила писати пісні і подорожувати. Вона відчувала, що була цілком готовою для остаточного становлення її як поета-пісе́нника і пішла з коледжу до того як розпочався її останній клас, заявивши: «Я знаю як писати пісні».
Виконуючи свою роботу у «Big Yellow Dog», Трейнор як поет-пісенник стикнулася з тим, що спочатку ніхто у Лос-Анджелесі не хтів писати з нею. Втім, згодом вона працювала зі співаками з Італії і Данії, писала для відомої в Америці кантрі-групи Rascal Flatts (англ. Rascal Flatts), написала головний сингл для дебютного міні-альбому Can't Blame a Girl for Trying (2014) підліткової співачки Сабріни Карпентер. З отриманням певних прибутків від роботи у студії, Трейнор була здатна переїхати 2013 року у Нешвілл штату Теннессі.
У Нешвіллі вона почала записування з Ш. Муні (Shay Mooney) кантрі дуету «Dan + Shay» (англ. Dan + Shay). Трейнор також писала для кантрі співака Хантера Хейза (англ. Hunter Hayes) і американської поп-рок групи «R5» (англ. R5). Окрім кар'єри авторки пісень Трейнор також, бувало, співала у бек-вокалі для демо-записів деяких співаків. Як композитор Меґнан Трейнор співпрацювала з такими групами як «Fifth Harmony», «Rascal Flatts», «One Direction» та ін. У інтерв'ю для сайту The Daily Beast (англ. The Daily Beast) Трейнор сказала: «Я писала пісні в стилі кантрі, але собі я думала таке: „Це не зовсім моя музика“». У квітні 2013 року Трейнор зустрілася з поетом-пісенником і продюсером Кевіном Кадішем (англ. Kevin Kadish) при посередництві спільного знайомого у Нешвіллі, який сприяв їхній зустрічі для спільного написання серії пісень. Трейнор описала зустріч з Кадішем як «знахідка твого найкращого автора пісень», а місцевій газеті у Нантакеті «Кейп Код Таймс» (англ. Cape Cod Times) вона сказала, що «після двох років написання пісень для так багато людей, я нарешті знайшла когось хто такий самий як і я тільки в іншому тілі.» В цей час Трейнор планувала стати співачкою і почати випускати пісні у власному виконанні коли їй виповниться 25 років бо в той час вона вже відчувала, що знає як буде звучати музика її стилю. У інтерв'ю радіо «Сі-Бі-Ес» (англ. CBS Radio) вона розповіла як сказала своєму батькові «Я збираюся бути поп-зіркою, але не саме зараз. Мені треба набути доброї фігури і статі гарнішою, бо краса продається. Я почекаю поки мені виповниться 25 років і я зможу продати це.»

### Після 2014 року

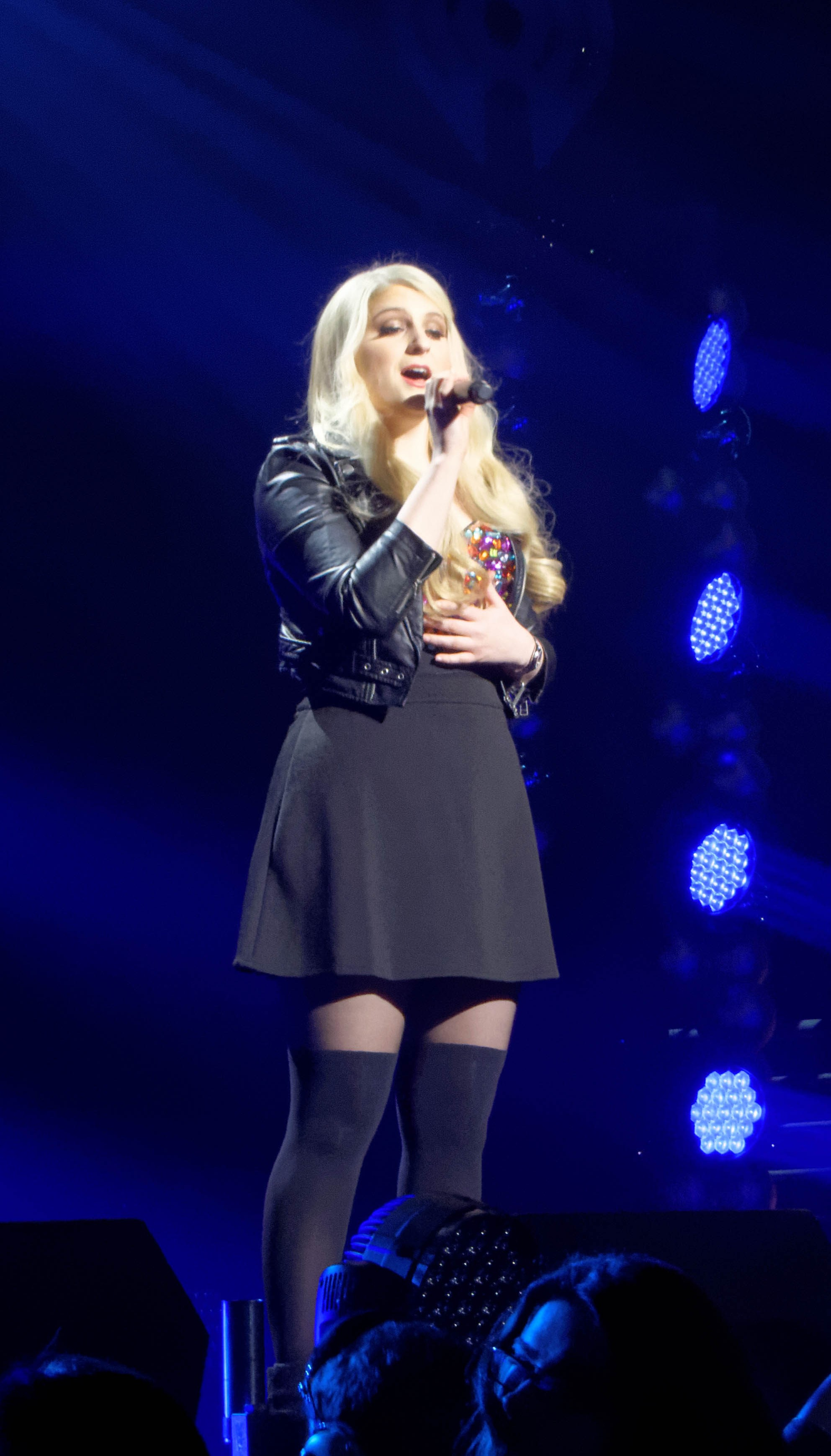
Виступ Трейнор у Філадельфії під час турне «Jingle Ball Tour 2014» (Jingle Ball Tour 2014).

Восени 2013 року Трейнор разом з К. Кадішем написала пісню «All About That Bass». Вони пропонували її різноманітним музичним компаніям і виконавцям, серед яких були, зокрема, Beyoncé та Adele, однак безрезультатно. Тоді Трейнор записала пісню у власному виконанні і представила її у акомпануванні укулеле голові компанії «Epic Records» Ел-Ей-Рейду (англ. L.A. Reid). У лютому 2014 року Рейд підписав з Трейнор контракт і випустив «All About That Bass» як її дебютний сингл. Пісня «All About That Bass» вийшла 30 червня 2014 року. Трек став лідером хіт-параду Billboard Hot 100 музичного журналу «Billboard» і утримував цю позначку протягом восьми тижнів поспіль. Це досягнення зробило Трейнор 21-м артистом жіночої статі у історії хіт-парадів журналу «Billboard», яка змогла досягти вершини його хіт-параду вже своїм дебютним хітом. При цьому, пісня перевершила семитижневий рекорд перебування на вершині хіт-параду записів Майкла Джексона «Billie Jean» (1983) і «Black or White» (1991) для тих, хто записався у Epic. «All About That Bass» досягла номера один у 58 країнах і стала одним з музичних бестселерів всіх часів з продажем понад 6 млн екземплярів станом на грудень 2014 року.
Sony Music Entertainment вилучив з розповсюдження три самовидані альбоми Трейнор і у ролі дебютного професійного альбому співачки видав «Title». Він вийшов 9 січня 2015 року через певний час після виходу її міні-альбому з такою самою назвою. З 11 лютого по 4 червня 2015 року відбувся концертний тур Трейнор «That Bass Tour» (англ. That Bass Tour) у підтримку альбому «Title», що пройшов у містах США, Канади, деяких країн Європи і Азії. Під час туру було здійснено 36 шоу.

## Дискографія
- Title (2015)
- Thank You (2016)
- Treat Myself (2019)